# سليمان حافظ

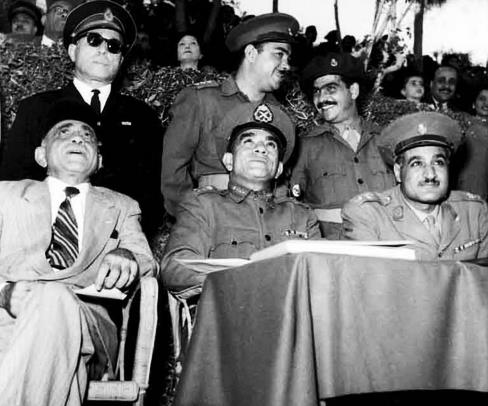
حافظ الأول من على اليسار، بجانب محمد نجيب وجمال عبد الناصر، في نوفمبر 1952

سليمان حافظ (1896 - 1968) نائب رئيس مجلس الدولة المصري عند قيام ثورة 23 يوليو. وهو الرجل الذي اقترح على الضباط طرد الملك وأفتى لهم بالوصاية المؤقتة هربا من دعوة مجلس الأمة الوفدي المنحل حيث كان مناوئا صريحا للوفد مما أدى في النهاية إلى تثبيت أركان الحكم العسكري في البلاد.

## النشأة
ولد سليمان حافظ في الإسكندرية عام 1896 في عائلة نوبية. وحصل على شهادة اتمام الدراسة الثانوية قسم أدبي عام 1913، من الإسكندرية. وحصل على ليسانس الحقوق من مدرسة الحقوق بالجامعة المصرية.
عمل بالمحاماة فترة من الوقت، ثم عين في سلك القضاء، وكان مستشاراً بالنقض حين نقل ليعمل وكيلاً لوزارة العدل. انتقل في أوائل عام 1949 إلى مجلس الدولة نائباً لرئيس المجلس لقسمي الرأي والتشريع. وكان يرأس المجلس آنذاك زميل صباه الدكتور عبد الرزاق السنهوري باشا.

## اصطدامه مع ثورة يوليو
يقول سليمان حافظ في مذكراته أن جمال سالم جاء إلى مجلس الدولة في أحد أيام شهر أغسطس 52 وأخرج من جيبه مجموعة من الأوراق المطوية أعطاها للسنهورى وحافظ بغرض الاطلاع عليها وابداء الرأى إن كان محتواها يصب في مصلحة الوطن فسوف ينفذونها وإن لم يكن فهى لم تنفذ. يقول حافظ أن ما بالأوراق كان مشروعا بدائيا للإصلاح الزراعي وقد تناقشوا بشأنه ثم أقروه وأعلن يوم 9 سبتمبر أي بعد 47 يوما من قيام الثورة.
حافظ لم يتساءل من عساه يكون كاتب الورقات المطوية بل لم يسأل جمال سالم في ذلك الشأن.